# Xi Aquilae
Xi Aquilae (ξ Aql / ξ Aquilae), o Libertas, è una stella gigante gialla di magnitudine 4,72 situata nella costellazione dell'Aquila. Dista 183 anni luce dal sistema solare.

## Osservazione
Si tratta di una stella situata nell'emisfero celeste boreale, ma molto in prossimità dell'equatore celeste; ciò comporta che possa essere osservata da tutte le regioni abitate della Terra senza alcuna difficoltà e che sia invisibile soltanto nelle aree più interne del continente antartico. Nell'emisfero nord invece appare circumpolare solo molto oltre il circolo polare artico. La sua magnitudine pari a 4,7 fa sì che possa essere scorta solo con un cielo sufficientemente libero dagli effetti dell'inquinamento luminoso.
Il periodo migliore per la sua osservazione nel cielo serale ricade nei mesi compresi fra fine giugno e novembre; da entrambi gli emisferi il periodo di visibilità rimane indicativamente lo stesso, grazie alla posizione della stella non lontana dall'equatore celeste.

## Caratteristiche fisiche
La stella è una gigante gialla di tipo spettrale G9 III; un po' più massiccia del Sole e leggermente più vecchia, è già giunta agli stadi finali della sua esistenza, espandendosi ed ampliando il suo raggio fino a oltre 10 volte quello solare, mentre la temperatura superficiale è diminuita a circa 4800 K. Possiede una magnitudine assoluta di 0,96 e la sua velocità radiale negativa indica che la stella si sta avvicinando al sistema solare.

## Sistema planetario
Nel 2008, tramite il metodo della velocità radiale, è stato scoperto un pianeta in orbita attorno alla stella, su osservazioni compiute dall'osservatorio astronomico di Okayama. Questo oggetto, denominato come Xi Aquilae b, ha almeno 2,02 masse gioviane ed orbita a 0,58 unità astronomiche dalla stella in un periodo di 136,75 giorni. È possibile che dei pianeti che un tempo orbitavano all'interno di questo oggetto possano essere stati consumati dalla stella quando questa è entrata nella fase di gigante rossa espandendosi in dimensioni.
| Pianeta       | Massa    | Periodo orb.         | Sem. maggiore | Eccentricità | Scoperta |
| ------------- | -------- | -------------------- | ------------- | ------------ | -------- |
| b (Fortitudo) | >2,02 MJ | 136,75 ± 0,25 giorni | 0,58 UA       | 0            | 2008     |

Nel 2015, dopo un concorso pubblico, l'Unione Astronomica Internazionale ha attribuito al pianeta il nome proprio di Fortitudo, mentre alla stella è stato assegnato il nome di Libertas.